# Liste der Naturdenkmale in Eschach (bei Schwäbisch Gmünd)
| Naturdenkmale | Anzahl |
| ------------- | ------ |
| FND           | 1      |
| END           | 9      |
| Gesamt        | 10     |

Die Liste der Naturdenkmale in Eschach nennt die verordneten Naturdenkmale (ND) der im baden-württembergischen Ostalbkreis liegenden Gemeinde Eschach. In Eschach gibt es insgesamt zehn als Naturdenkmal geschützte Objekte, davon ein flächenhaftes Naturdenkmal (FND) und neun Einzelgebilde-Naturdenkmale (END).
Stand: 31. Oktober 2016.

## Flächenhafte Naturdenkmale (FND)
| Name                        | Bild | Kennung     | Einzelheiten | Position | Fläche Hektar | Datum |
| --------------------------- | ---- | ----------- | ------------ | -------- | ------------- | ----- |
| Vogelschutzgehölz Bergäcker | BW   | 81360200010 | Eschach      | ⊙        | 0,2           |       |
| Legende für Naturdenkmal    |      |             |              |          |               |       |

## Einzelgebilde (END)
| Name                           | Bild     | Kennung     | Einzelheiten | Position | Fläche Hektar | Datum |
| ------------------------------ | -------- | ----------- | ------------ | -------- | ------------- | ----- |
| 1 Dorflinde in Seifertshofen   | BW       | 81360200009 | Eschach      | ⊙        | 0,0           |       |
| 1 Eiche im Würzele             | BW       | 81360200004 | Eschach      | ⊙        | 0,0           |       |
| 1 Esche an der Kirche          | ND links | 81360200001 | Eschach      | ⊙        | 0,0           |       |
| 1 Linde „Im Bühl“              | BW       | 81360200007 | Eschach      | ⊙        | 0,0           |       |
| 1 Linde in Holzhausen          | BW       | 81360200006 | Eschach      | ⊙        | 0,0           |       |
| 1 Linde, 1 Eiche in Holzhausen |          | 81360200005 | Eschach      | ???      | 0,0           |       |
| 1 Ulme an der Hauptstraße      | BW       | 81360200002 | Eschach      | ⊙        | 0,0           |       |
| 2 Eichen im Gerlesspagen       | BW       | 81360200003 | Eschach      | ⊙        | 0,0           |       |
| 4 Linden südwestl.Eschach      | BW       | 81360200008 | Eschach      | ⊙        | 0,0           |       |
| Legende für Naturdenkmal       |          |             |              |          |               |       |